# Metstaguse
Metstaguse – wieś w Estonii, w prowincji Järva, w gminie Järva-Jaani.